# Drezdenko
Drezdenko (dawniej Drzeń, niem. Driesen) – miasto w Polsce położone w województwie lubuskim, w powiecie strzelecko-drezdeneckim. Siedziba miejsko-wiejskiej gminy Drezdenko. Leży na pograniczu Pojezierza Wielkopolskiego i Pomorskiego, nad Notecią, 40 km na wschód od Gorzowa Wielkopolskiego.
Według danych GUS z 30 czerwca 2024 r. Drezdenko liczyło 9400 mieszkańców.
Dawniej Drezdenko należało do Wielkopolski, od XI wieku notowane było jako wielkopolski gród graniczny o nazwie Drzeń. Po rozpoczęciu w 1138 okresu rozbicia dzielnicowego także zostało przydzielone Wielkopolsce. W latach 1252–1265 po zajęciu przez Barnima I Drezdenko należało do księstwa zachodniopomorskiego. W 1296 miasto zostało opanowane przez Brandenburgię i pod koniec XIII wieku włączone do Nowej Marchii. W 1365 Kazimierz III Wielki przyłączył Drezdenko z powrotem do Wielkopolski, jednak już w 1370 miasto ponownie przejęła Brandenburgia i na powrót uczyniła z niego część Nowej Marchii, w granicach której od 1408 należało do zakonu krzyżackiego, zaś od 1455 znów do Brandenburgii do której Drezdenko przynależało do 1945 roku.
Od czerwca 1946 znajdowało się ono w województwie poznańskim, zaś już od czerwca 1950 należało do województwa zielonogórskiego. Od czerwca 1975 do grudnia 1998 było częścią województwa gorzowskiego.

## Toponimia
W dokumentach historycznych można spotkać różne nazwy miejscowości, najczęściej są to "Drzeń" lub "Drżeń", ponadto pojawiają się "Drizina", "Drecen", "Driesen", "Dersen", "Droczen", "Dirzen", "Drezen", "Dirczen", "Drczen", "Drdzen". Najprawdopodobniej pochodzi ona od nazwy drzewa, leśnej miejscowości składającej się z drewnianych domów bądź też zbudowanej na palach. Kojarzy się też z rdzeniem drzewnym. Być może o przyjęciu tej nazwy przesądziło leśne i bagniste otoczenie grodu. Niektórzy polscy uczeni wywodzą tę nazwę od imienia "Drzesław", czyli dziarski, sławny. Obecna nazwa "Drezdenko" została utworzona od niemieckiej nazwy "Driesen".
Według Brucknera "drzeń" to (obecnie przestawnie) "rdzeń" drzewa.
Na polskiej mapie wojskowej z 1935 r. oznaczając miasto podano polski egzonim Drezdenko. Na zachowanej korespondencji (w języku polskim – listy pisane i wysyłane w Drezdenku) z lat 70. XVIII w. widnieje nazwa Drezdenko, a w niektórych przypadkach Drezynko (Archiwum Braci Czeskich – Archiwum Państwowe w Poznaniu)

## Historia
Historia Drezdenka sięga początków państwa polskiego. Drzeń, pełniący początkowo funkcję grodu granicznego, zyskał na znaczeniu za panowania Bolesława Krzywoustego i jego następców, o czym świadczy wyniesienie go do rangi kasztelanii. W okresie rozbicia dzielnicowego gród przechodził zmienne koleje losu. W 1266 wspólnie z Santokiem stał się celem najazdu rycerstwa brandenburskiego. W wyniku układu zawartego między Bolesławem Pobożnym i księciem Ottonem obydwa grody zostały spalone. W czasie toczonych pod koniec XIII w. walk z Brandenburgią Drzeń kilkakrotnie przechodził z rąk do rąk. W 1272 roku wojska Bolesława Pobożnego pod dowództwem Przemysła II odbiły Drezdenko. Po zamordowaniu w 1296 roku polskiego króla Przemysła II Drezdenko ponownie opanowali Brandenburczycy.
W roku 1317 ówczesny właściciel Drezdenka margrabia Waldemar sprzedał miasto wraz z okolicznymi włościami braciom Henrykowi i Burkhardowi von der Ost za cenę 2 000 marek brandenburskich w srebrze. W początkach XIV w., w obliczu zawirowań politycznych w Marchii Brandenburskiej, czterej panowie von Osten (Dobrogost, Arnold, Holryk i Bartold), którzy posiadali oba grody z ramienia margrabiego, zdecydowali się na zbliżenie z Polską i w 1365 roku złożyli hołd lenny Kazimierzowi Wielkiemu, dzięki czemu Królestwo Polskie odzyskało i Santok, i Drezdenko. W 1402 roku Drezdenko wraz z innymi okolicznymi ziemiami zostały przez cesarza Zygmunta Luksemburskiego oddane w zastaw zakonowi krzyżackiemu, który uważał, że ma dzięki temu prawa do Drezdenka, pomimo że było to lenno polskiego króla. W 1402 roku Ulryk von Osten złożył hołd królowi Jagielle i zobowiązał się do przejścia lenna na króla polskiego w razie swej bezpotomnej śmierci – hołd ów stał się przyczyną sporu między zakonem krzyżackim a Królestwem Polskim o miasto. W 1404 roku w Drezdenku odbyło się spotkanie landwójta Nowej Marchii Baldwina Stahla z przedstawicielami Wielkopolski. W roku następnym Ulryk von Osten przekazał drezdenecki zamek Krzyżakom i najechał Wielkopolskę. Król Władysław II Jagiełło wysłał swe wojska i zażądał od wielkiego mistrza pomocy przeciwko ich zbuntowanemu wasalowi, czego mistrz odmówił, uznając von Ostena za poddanego Zakonu – rozpoczął się tym samym spór kompetencyjny o Drezdenko. W 1408 roku Ulryk von der Osten sprzedał Krzyżakom miasto wraz z zamkiem. Zamek ten został spalony w 1410 roku, w związku z czym wójt prosił w 1414 roku wielkiego mistrza o pomoc w odbudowie. Osłabiony grunwaldzką porażką zakon krzyżacki nie był w stanie utrzymać w należytym stanie miejskich murów obronnych, które uległy znacznym zniszczeniom. W tym samym okresie miasto spustoszył pożar. W 1455 roku Krzyżacy sprzedali Drezdenko wraz z Nową Marchią Brandenburgii, co spowodowało zmniejszenie strategicznego znaczenia warowni. Po 1459 roku położony na północ od miasta zamek dzierżył ród Borków.
W 1603 rozpoczęto na wschód od miasta budowę nowej twierdzy, opartej na planie pięcioramiennej gwiazdy, którą ukończono w 1605. W okresie wojny trzydziestoletniej miasto zostało w 1639 opanowane przez wojska szwedzkie i znajdowało się w ich władaniu przez kolejnych 10 lat. W 1662 roku Drezdenko ponownie zostało dotknięte wielkim pożarem, który strawił je doszczętnie. Odbudowane Drezdenko w II poł. XVIII w. kilkakrotnie było zajmowane przez wojska rosyjskie i pruskie zmagające się w czasie wojny siedmioletniej.
Niespokojny dla miasta był także XIX wiek. W okresie wojen napoleońskich na krótko zajęły je wojska francuskie, które opuściły je w czasie odwrotu resztek Wielkiej Armii. W 1831 mieszkańcy byli świadkami przemarszu uchodzących do Francji uczestników powstania listopadowego. W 1855 w mieście wybuchła epidemia cholery. W 1857 roku miasto zyskało połączenie kolejowe z resztą kraju poprzez budowę tzw. Ostbahnu, czyli Pruskiej Kolei Wschodniej. W 1871 roku Drezdenko weszło w skład zjednoczonych Niemiec.
Wiek XX był czasem rozbudowy miasta. Powstał wtedy między innymi ciągi secesyjnych kamienic, charakterystyczny dla ulic Drezdenka.
Przed II wojną światową, miasto zostało dozbrojone poprzez przebiegający na wschód od jego granic Wał Pomorski i jego pas umocnień z ogromnym jazem na Noteci. W latach 1933–1936 zbudowano linię kolejową Skwierzyna – Drezdenko – Stare Bielice, która także miała znaczenie militarne, uwydatnione między innymi poprzez znajdujące się pod każdym budynkiem schrony. Takie działania wynikały z faktu, iż w okresie międzywojennym, Drezdenko leżało około 6 kilometrów od granicy i stanowiło jeden z teoretycznie strategicznych punktów obrony w czasie potencjalnego konfliktu,
Miasto przetrwało wojnę w bardzo dobrym stanie. Gdy sąsiednie miejscowości były zniszczone w 70–80%, zabudowa Drezdenka została zniszczona jedynie w około 10–15%, dzięki czemu zachowała się dawna zabudowa i nie naruszono nieodwracalnie zabytkowego układu urbanistycznego.
W 1945 roku miasto zostało włączone do Polski. Jego dotychczasową ludność wysiedlono do Niemiec.
Miasto dwukrotnie uzyskało tytuł "Krajowego Mistrza Gospodarności" (1967 i 1976).

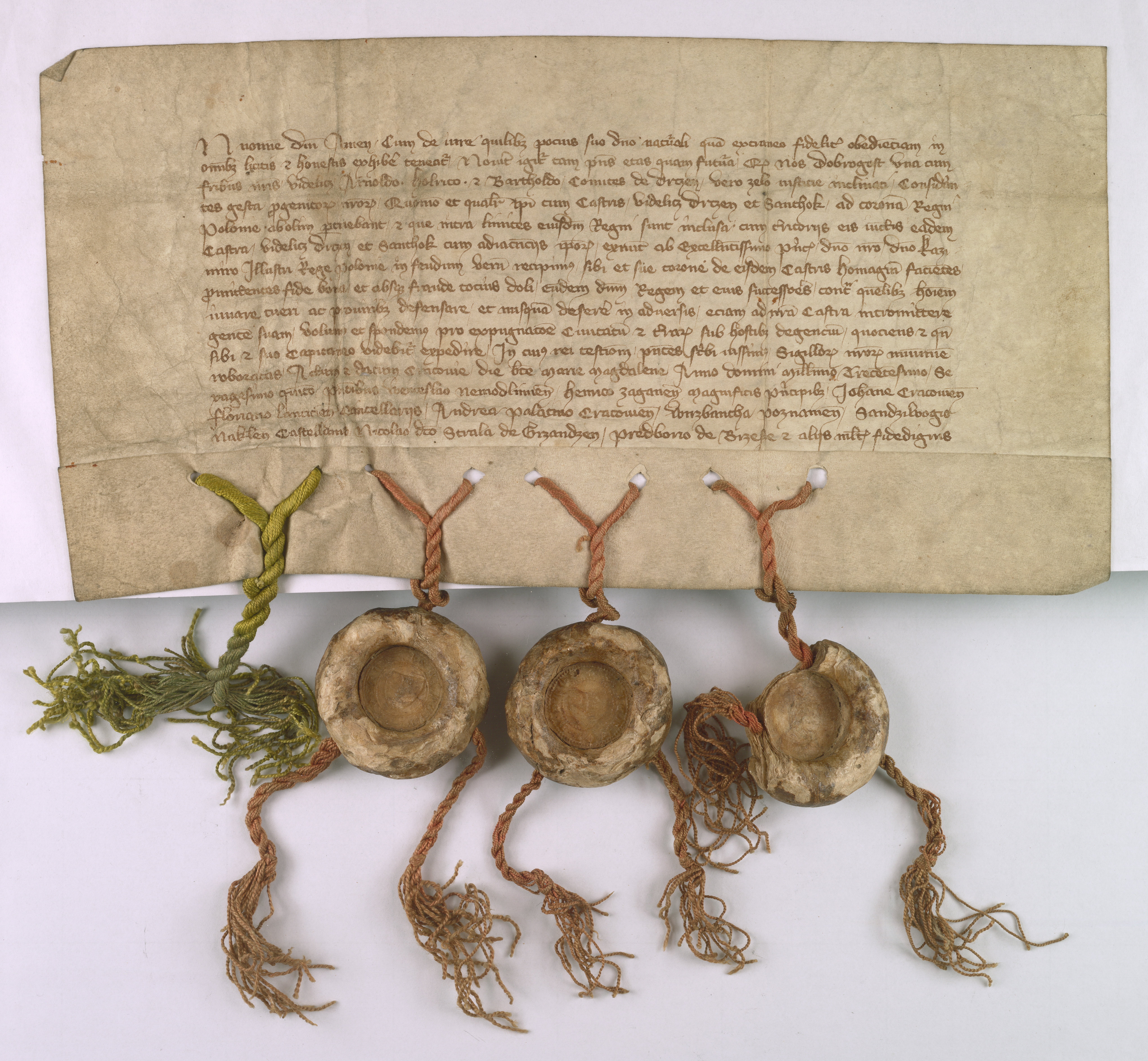
Dobrogost wraz z braćmi, panowie von Osten, dziedzice Drezdenka, składają hołd królowi Kazimierzowi i biorą w lenne posiadanie Drezdenko i Santok 22 lipca 1365 roku
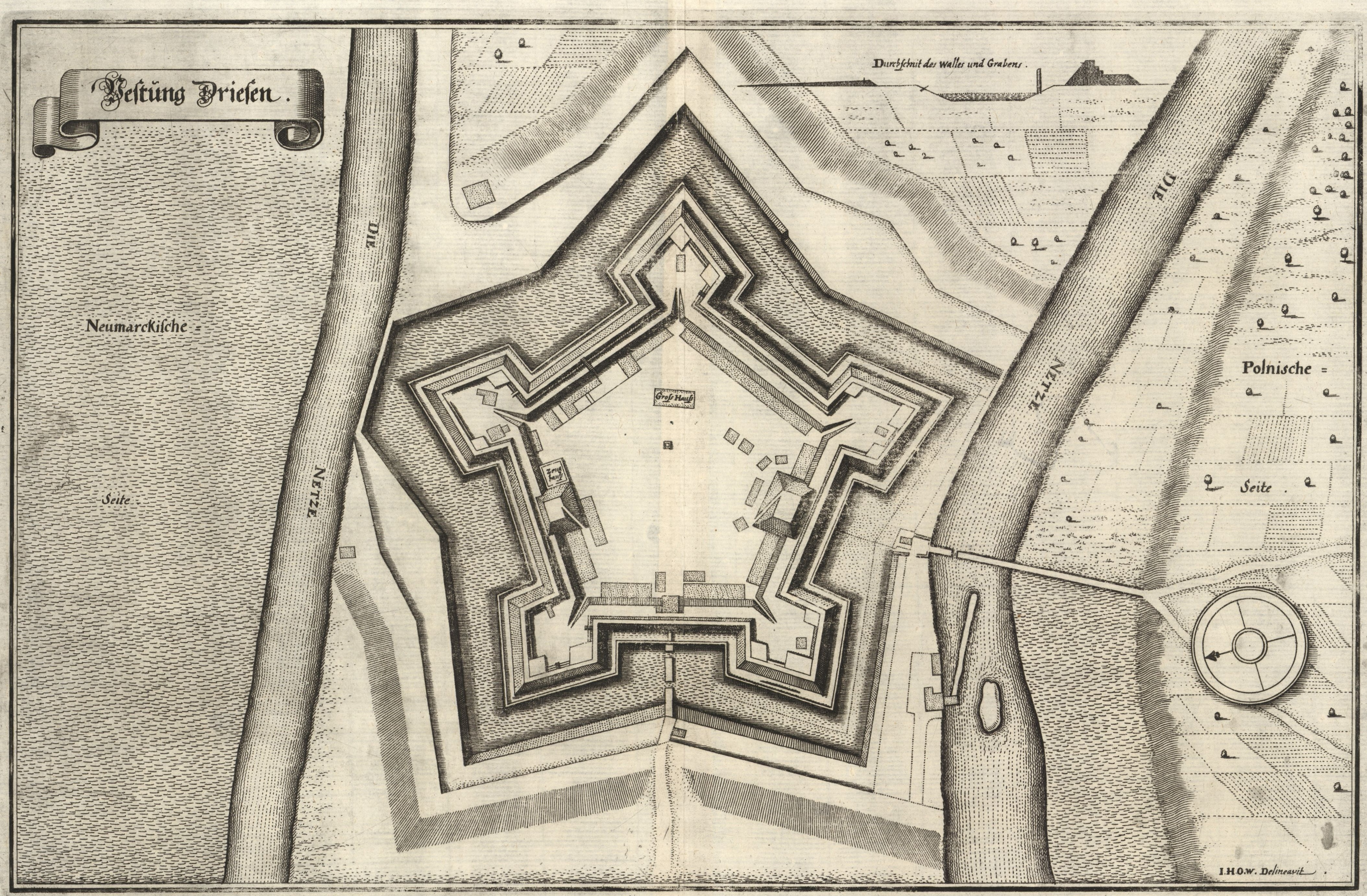
Twierdza w Drezdenku ok. 1620
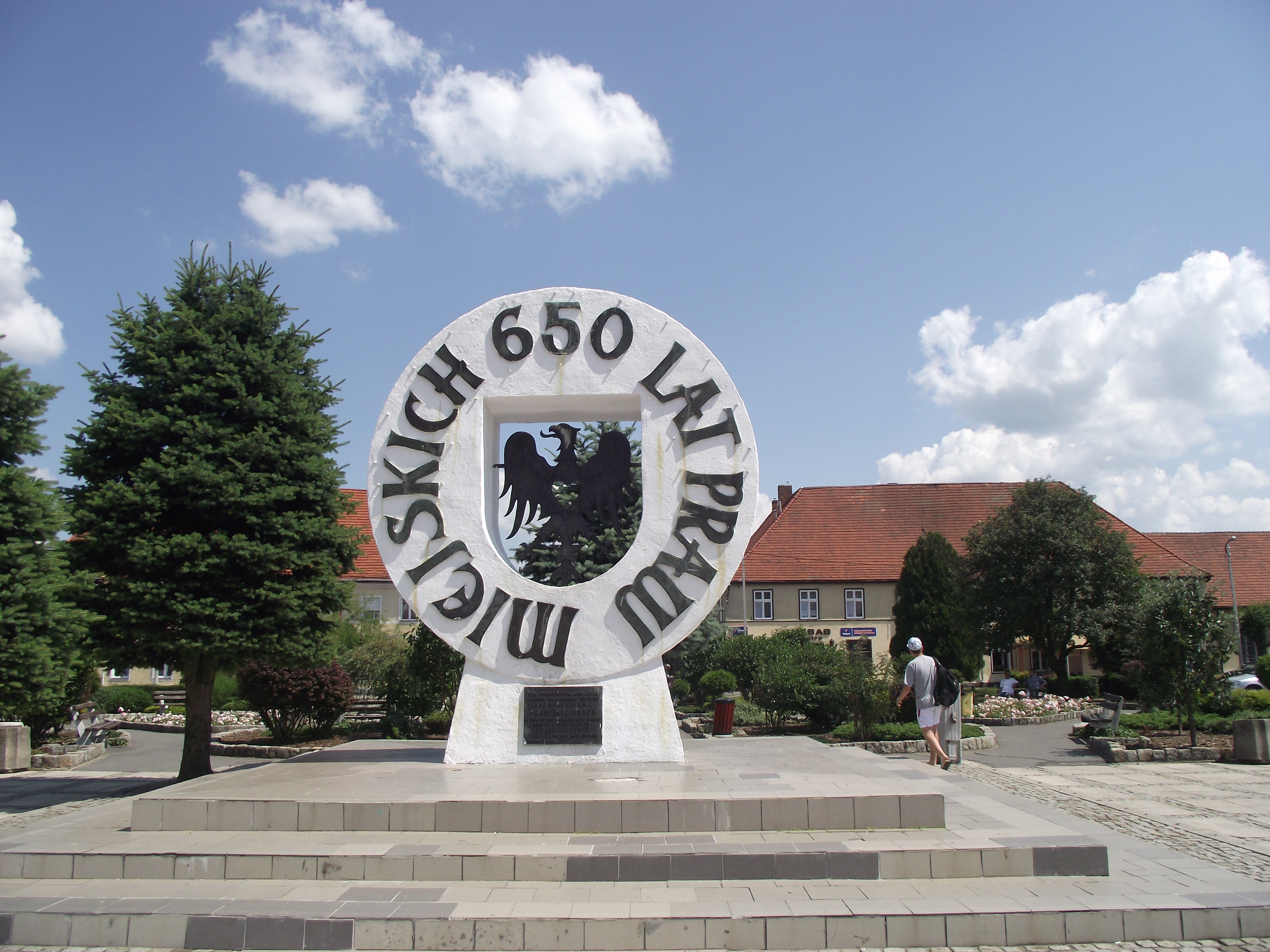
Pomnik postawiony z okazji rocznicy nadania praw miejskich w Drezdenku
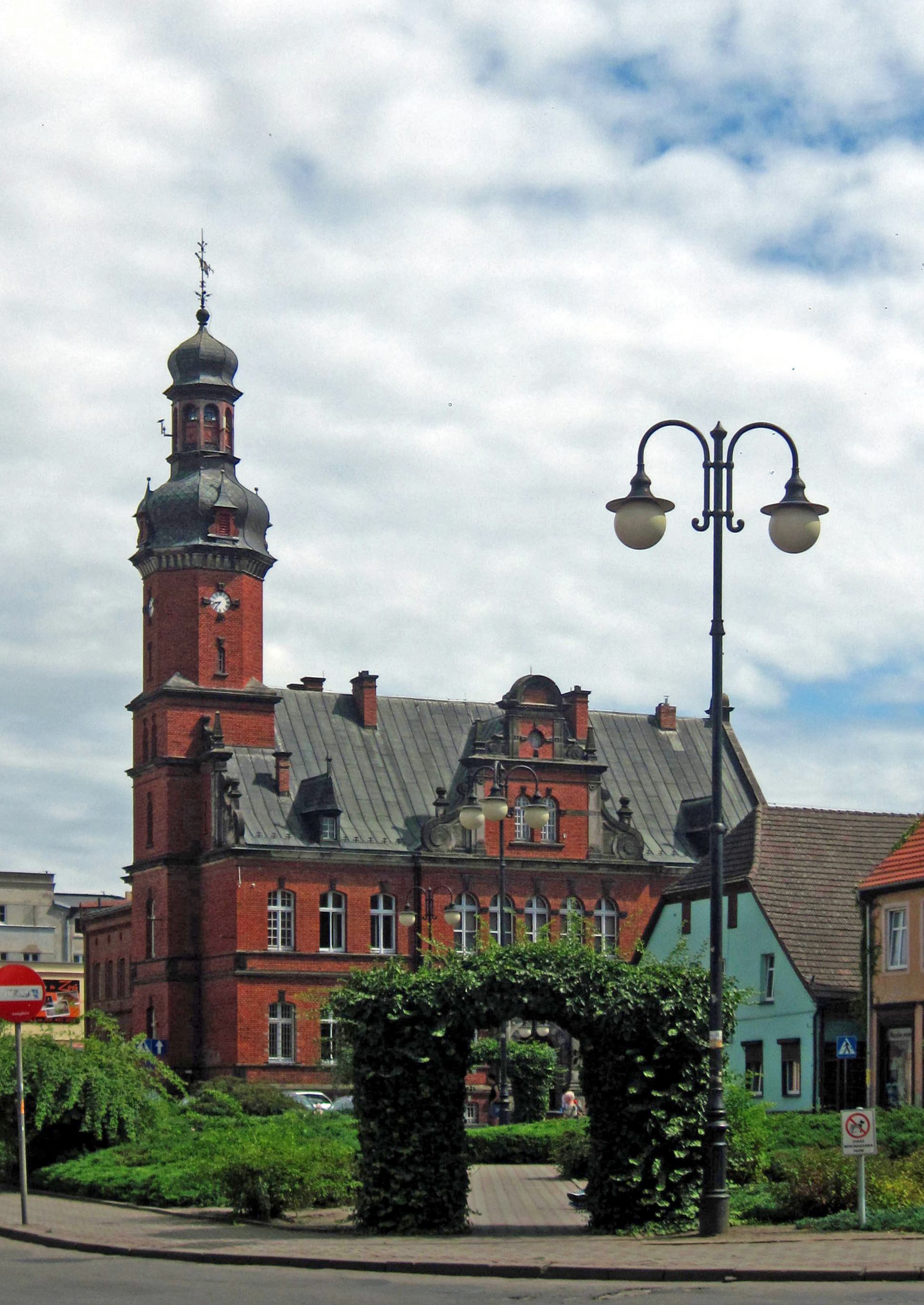
Budynek dawnego sądu z 1885 roku, obecnie mieści instytucje gminne i powiatowe
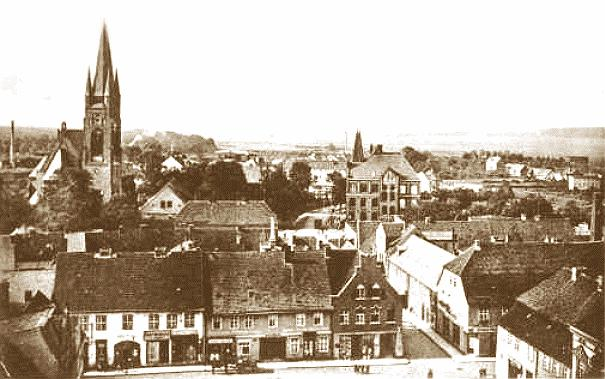
Rynek w Drezdenku ok. 1900 roku
Herb Drezdenka obowiązujący od 1945 do 1996 roku

## Demografia
Według danych z 30 czerwca 2024 r. miasto miało 9 400 mieszkańców.

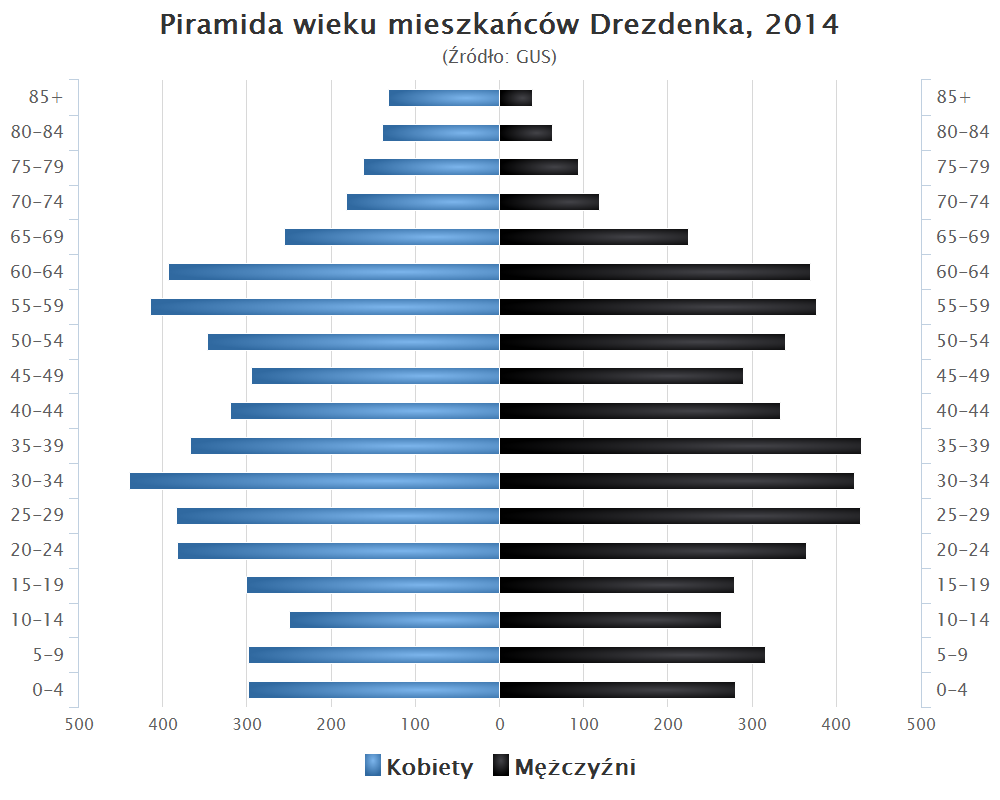
Piramida wieku mieszkańców Drezdenka w 2014 roku

## Zabytki
Do wojewódzkiego rejestru zabytków wpisane są:
- układ urbanistyczny
- kościół ewangelicki, obecnie rzymskokatolicki parafialny pw. Przemienienia Pańskiego, pl. Kościelny 2, neogotycki z lat 1896-1902, do 1945 r. protestancki.. Jego wieża mierzy 78 metrów, co daje mu tytuł najwyższego kościoła w województwie lubuskim
- kościół ewangelicki, obecnie rzymskokatolicki filialny pod wezwaniem Najświętszego Serca Pana Jezusa, ul. Niepodległości 41, z 1914 roku w dzielnicy Nowe Drezdenko; wczesnomodernistyczny, do 1945 r. protestancki
- zespół kościoła filialnego, ul. Żeromskiego, z 1898 roku:
  - kościół pod wezwaniem Matki Boskiej Różańcowej, neogotycki poświęcony 26.10.1898 roku
  - cmentarz kościelny
  - ogrodzenie, murowano-metalowe
- mur oporowy z piwnicą, pozostałość umocnień ziemno-murowanych twierdzy, obok domu pl. Wolności 12, z XVII/XVIII wieku
- domy, ul. Kościuszki 16 szachulcowy, nr 19 z XIX wieku
- budynek zwany ratuszem, mieszczący początkowo sąd, potem liceum medyczne, obecnie instytucje gminne i powiatowe, ul. Kościuszki 31, z 1885 roku
- dom, ul. Krakowska nr 11; i kamienica z oficynami nr 12 a, z końca XIX wieku
- domy, ul. Krakowska nr 15 szachulcowy z XVIII wieku, nr 17 z XIX wieku
- dom, ul. Lwowska 6, szachulcowy z 1760 roku
- zespół zabudowy, ul. Łąkowa, z XVIII wieku
- domy, ul. Łąkowa 6, 11, z XIX wieku
- willa, ul. Marszałkowska 18, z XIX wieku
- willa z ogrodem, ul. Niepodległości 10, z 1899 roku
- dom, ul. Poniatowskiego 25, szachulcowy z XIX wieku
- budynek gospodarczy z gołębnikiem, ul. Słoneczna 1, szachulcowy z początku XX wieku
- szkoła, ul. Szkolna 11, z lat 1903-04
- zespół zabudowy ul. Wiejskiej, z XVIII wieku
- domy, ul. Wiejska 6, 27, z XIX wieku
- domy, pl. Wileński 2, 3, szachulcowe z końca XVIII wieku (oryginalne budynki nie istnieją, przebudowane w XXI w.)
- pałac, pl. Wolności 8, późnobarokowy z 1766 roku, z parkiem; po 1945 r. opuszczony, od 1958 r. zaadaptowany na szkołę podstawową, obecnie gimnazjum
  - kordegarda, z 1766 roku
- spichrz szachulcowy, pl. Wolności 11, z ok. 1640 r., pierwotnie arsenał, od 1985 r. muzeum
- dom, pl. Wolności 21, z XVIII wieku
- dom, ul. Żeromskiego 4
- dom, ul. Żeromskiego 11, szachulcowy z połowy XVIII wieku

inne zabytki:
- cmentarz żydowski
- apteka z 1667 roku
- wieża ciśnień z 1907 roku
- zabudowa z XVIII–XIX w., głównie eklektyczna, dwa równolegle położone rynki.
- Zachowana część neoklasycystycznego dworca kolejowego Nowe Drezdenko z 1857 roku
- Modernistyczny kompleks stacji Drezdenko z 1936 roku – budynek dworca kolejowego, budynek mieszkalny, plac dworcowy
- Jaz klapowy na Noteci – największy obiekt Wału Pomorskiego
- Pancerny most kolejowy na Starej Noteci z 1936 roku

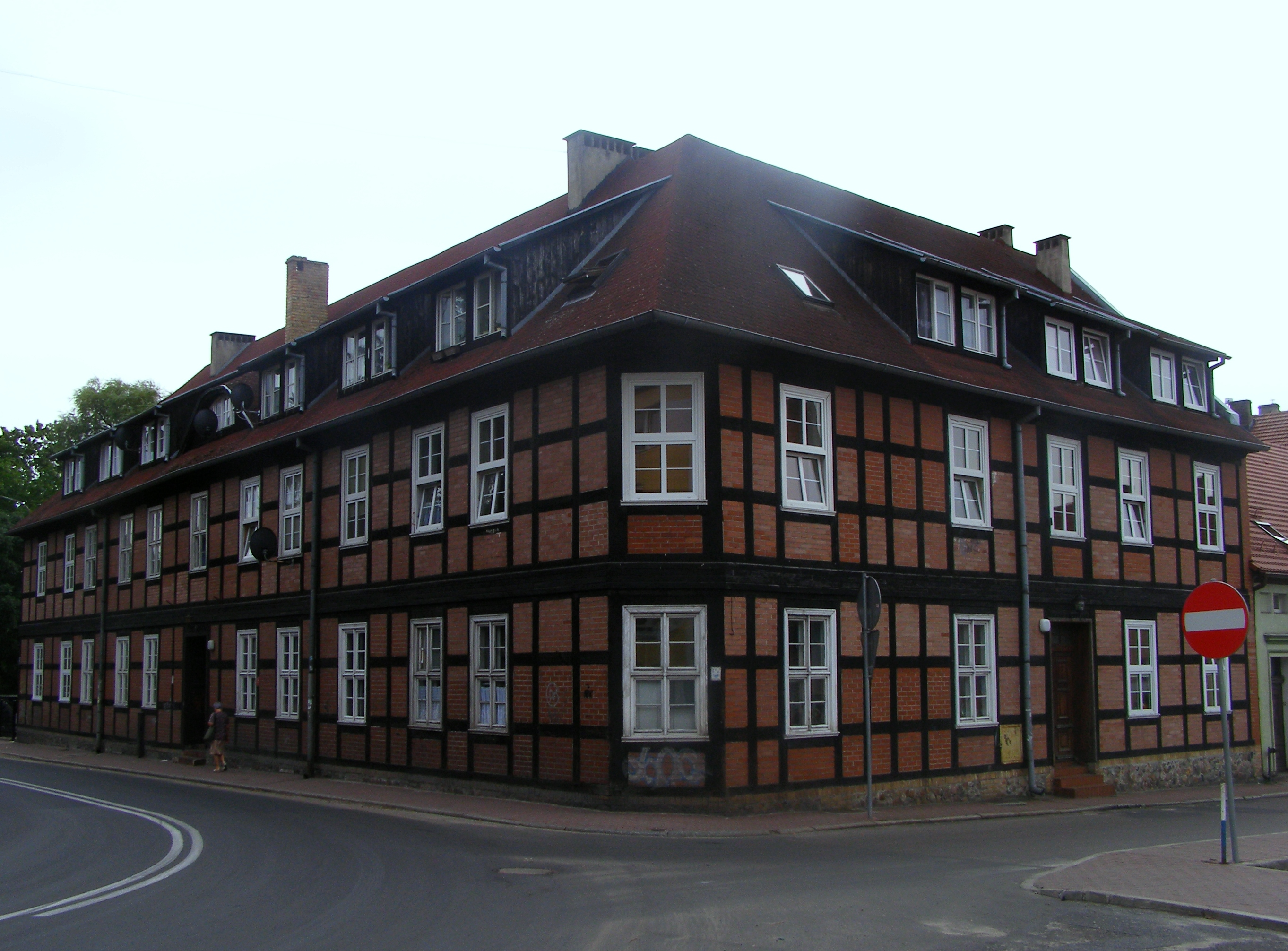
Ul. Kościuszki 16 – dom szachulcowy
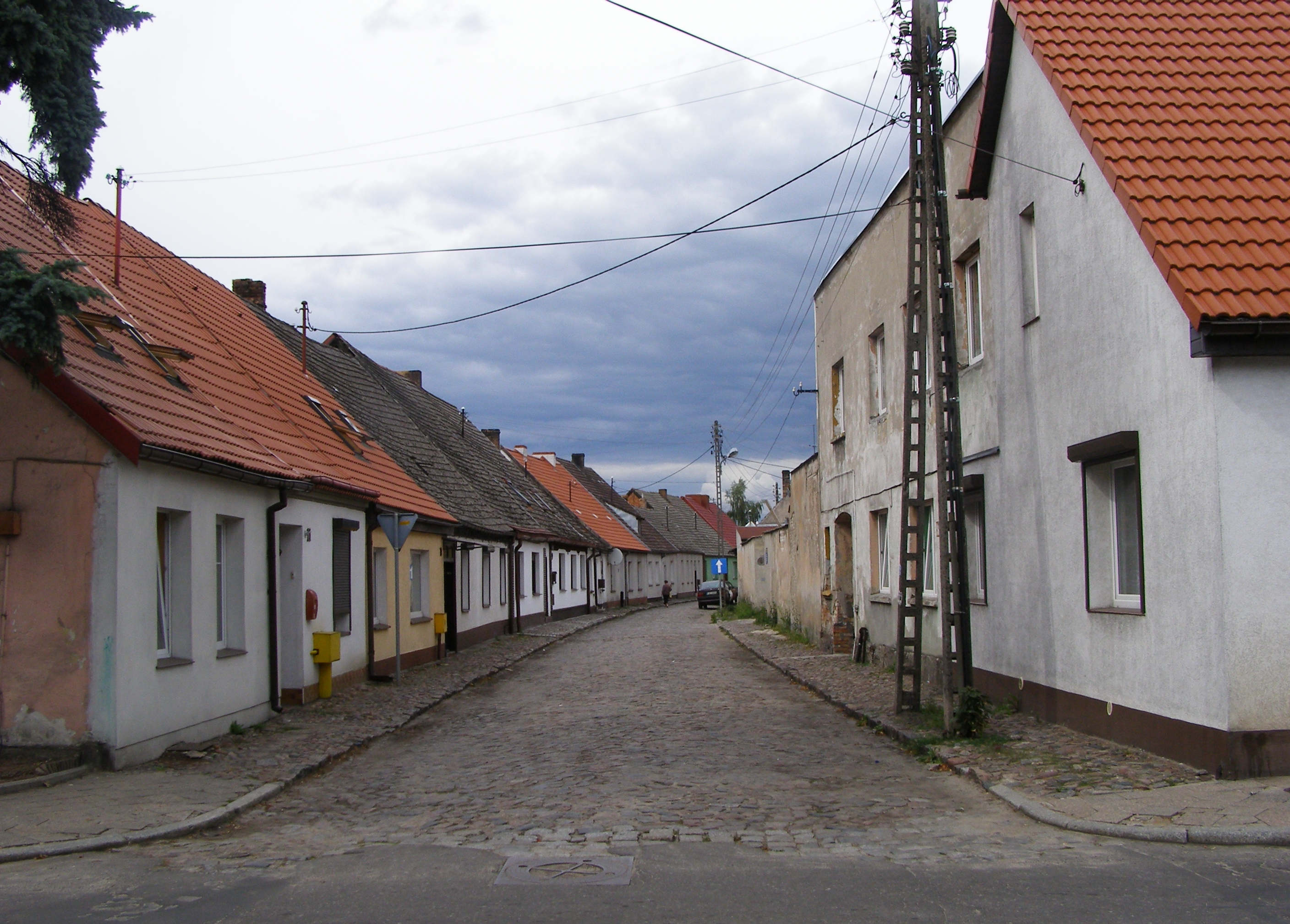
Ulica Wiejska – zespół zabudowy w Drezdenku
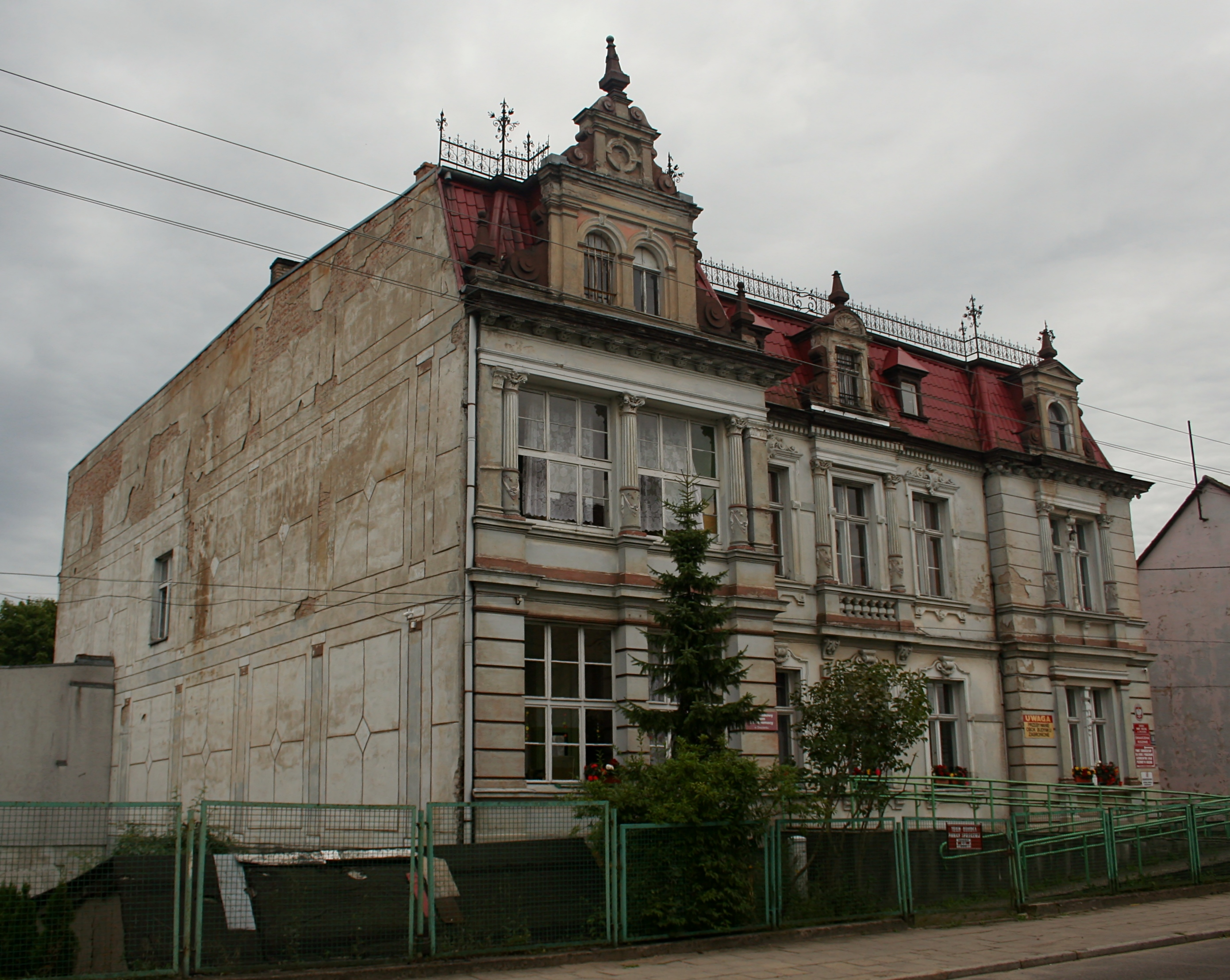
Ul. Marszałkowska 18 – willa z XIX wieku, obecnie Ośrodek Pomocy Społecznej
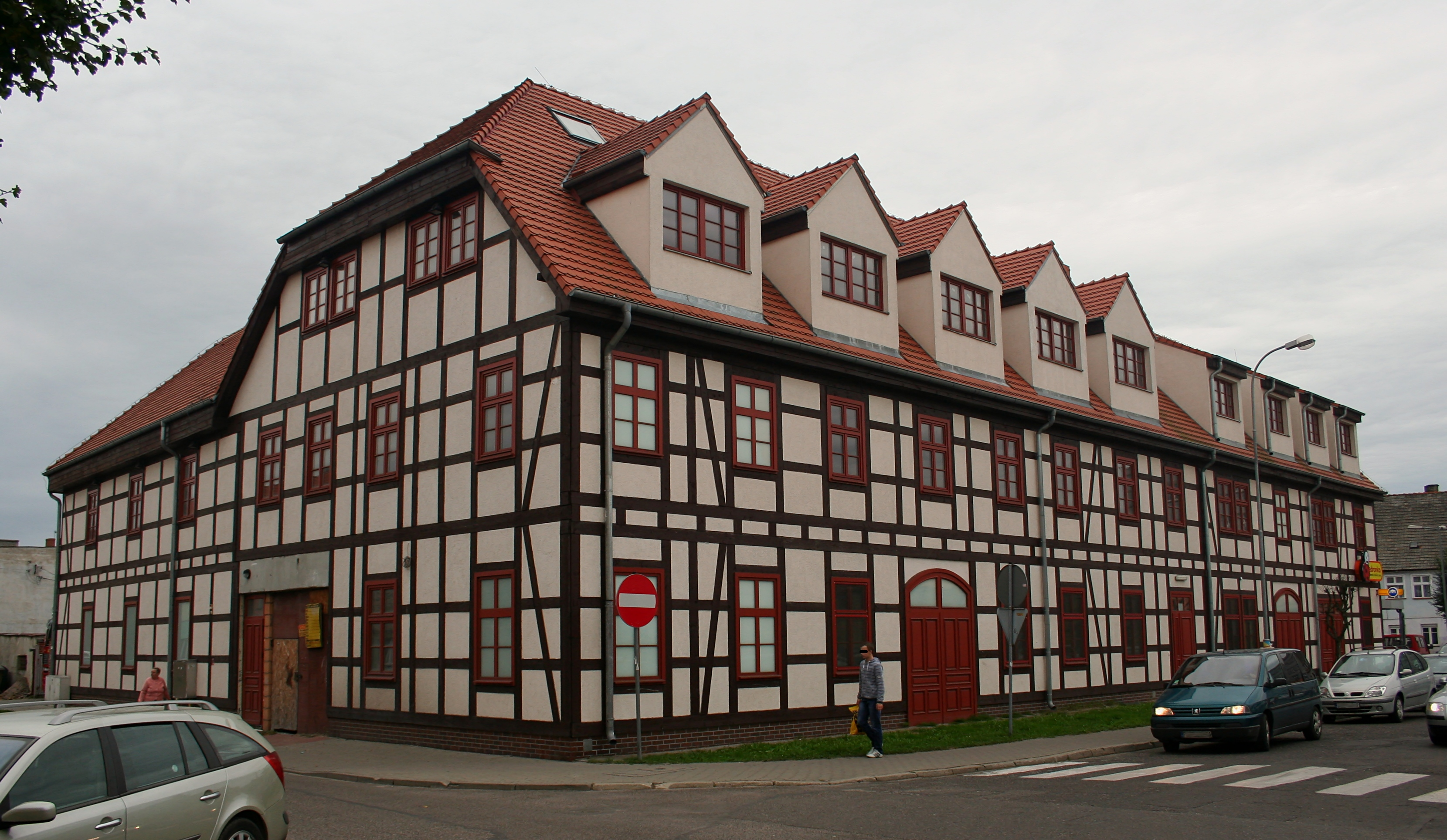
Plac Wileński 2–3 – realizacja z XXI w. w miejscu domów szachulcowych
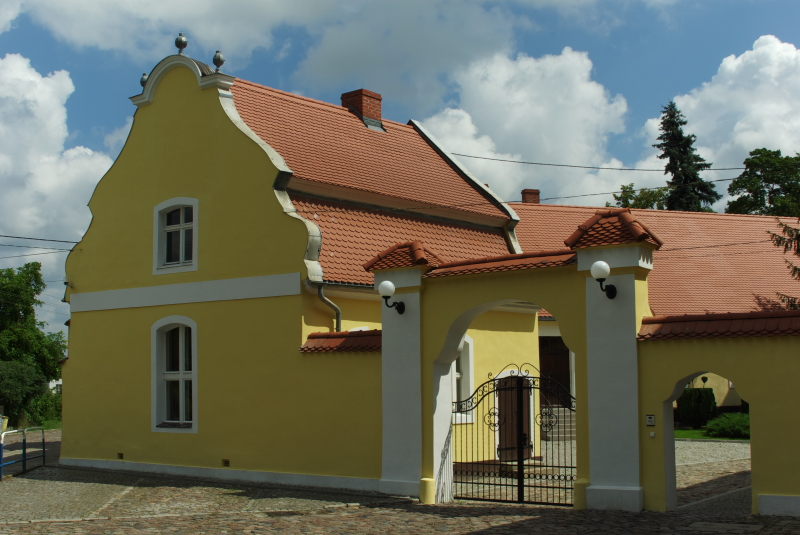
Kordegarda z 1766 roku
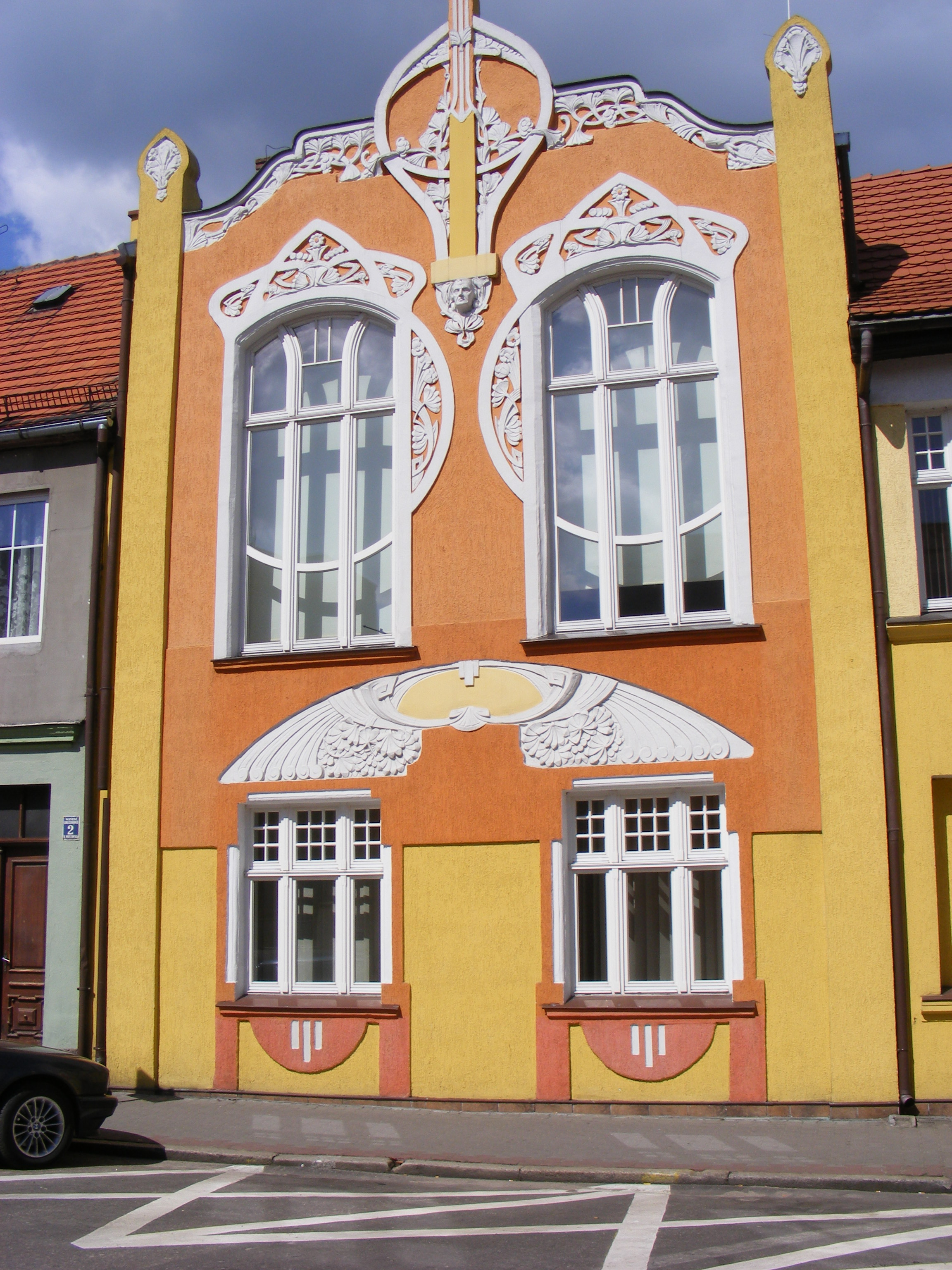
Ul. Warszawska

## Transport

### Drogowy
Przez Drezdenko przebiegają drogi wojewódzkie:
- 158 Gorzów Wielkopolski (DK22) - Santok - Drezdenko
- 160 Suchań (DK10) - Choszczno (DW151) - Dobiegniew (DK22) - Drezdenko - Międzychód (DK24) - Miedzichowo (DK92)
- 174 Drezdenko - Krzyż Wielkopolski - Wieleń - Kuźnica Czarnkowska
- 181 Drezdenko - Wieleń - Czarnków
- 164 Drezdenko - Zagórze - Sarbinowo

### Kolejowy
Obecnie przez Drezdenko przebiega 1 linia kolejowa na trasie Kostrzyn nad Odrą - Krzyż Wielkopolski. Dawniej przez miasto przebiegała także, linia kolejowa nr 430, relacji Stare Bielice - Skwierzyna, która została zlikwidowana w 1998 roku. Drezdenko posiada 2 stacje kolejowe - jedną wciąż funkcjonującą oraz drugą wycofaną z użytkowania.

### Komunikacja miejska i gminna
Pierwsze połączenia z miasta na dworzec w Nowym Drezdenku istniały jeszcze w okresie przedwojennym. Rozwój miasta w okresie powojennym sprawił, że w 1983 roku podjęto uchwałę o uruchomieniu w mieście wewnętrznej komunikacji miejskiej na trasie z ZPOW  do dworca Nowe Drezdenko. Obsługę połączenia powierzono miejscowemu PGKiM. W 1999 roku obsługę połączenia przejął Zenon Okińczyc, który wprowadził na trasę nietypowy wówczas autobus Van Hool AU138. Komunikacja miejska istniała do 2007 roku. 
W 2023 roku gmina przywróciła funkcjonowanie komunikacji miejskiej i gminnej na swoim terenie.

## Sport
Od 1946 roku w Drezdenku funkcjonuje klub piłkarski Drezdenecki Klub Sportowy „Lubuszanin” Drezdenko. Zespół domowe mecze rozgrywa na Stadionie im. Józefa Nojego w Drezdenku. Istnieje tu też piłkarski Klub Sportowy „Radowiak” Drezdenko założony w 1974 roku i występujący na boisku na terenie dzielnicy Radowo.

## Kultura
- Centrum Promocji Kultury
- Muzeum Puszczy Drawskiej i Noteckiej im. Franciszka Grasia
- Park Kultur Świata
- Biblioteka Publiczna Miasta i Gminy im. ks. Józefa Tischnera

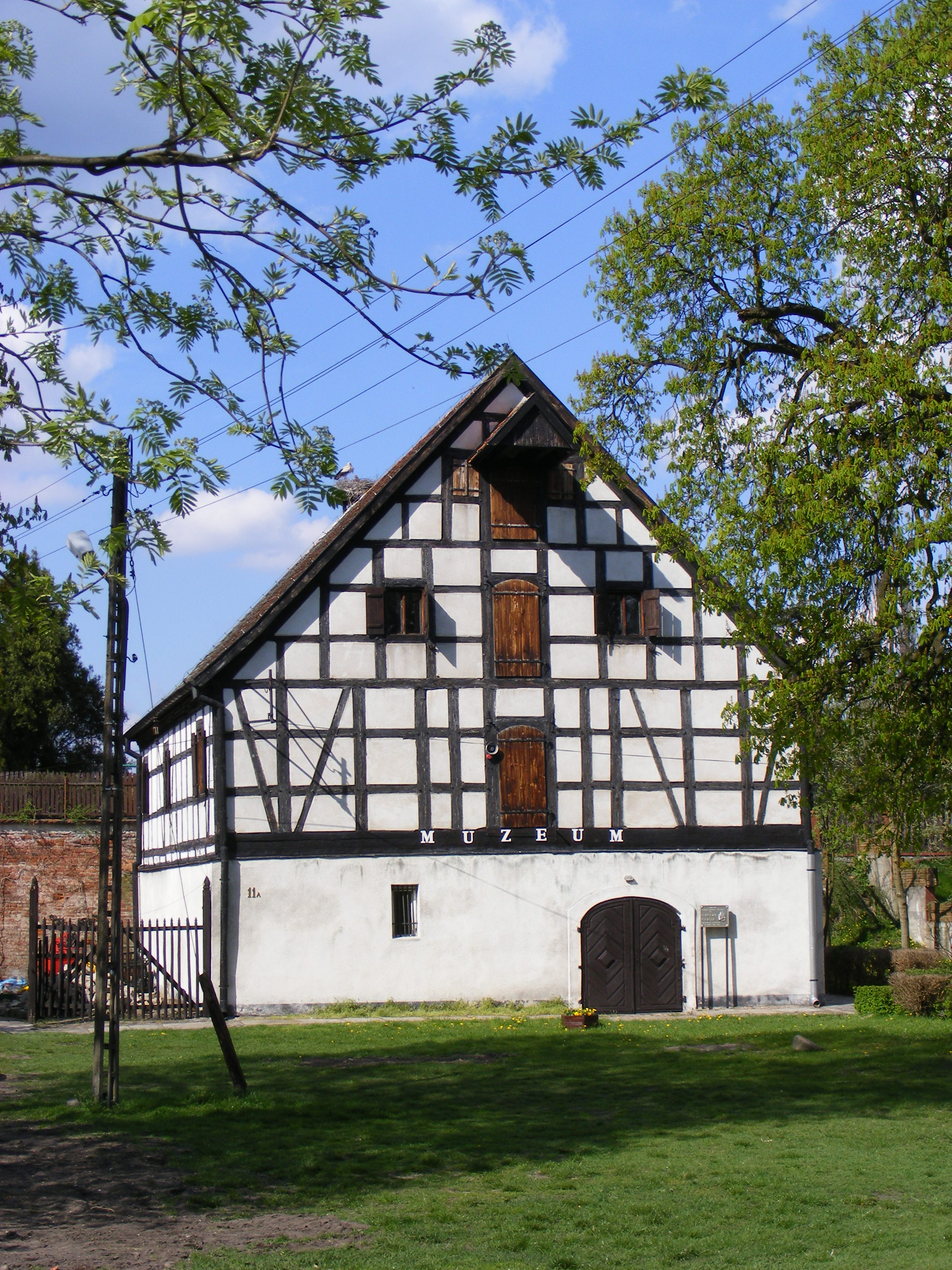
Spichlerz szachulcowy z ok. 1640 r. obecnie Muzeum Puszczy Drawskiej i Noteckiej
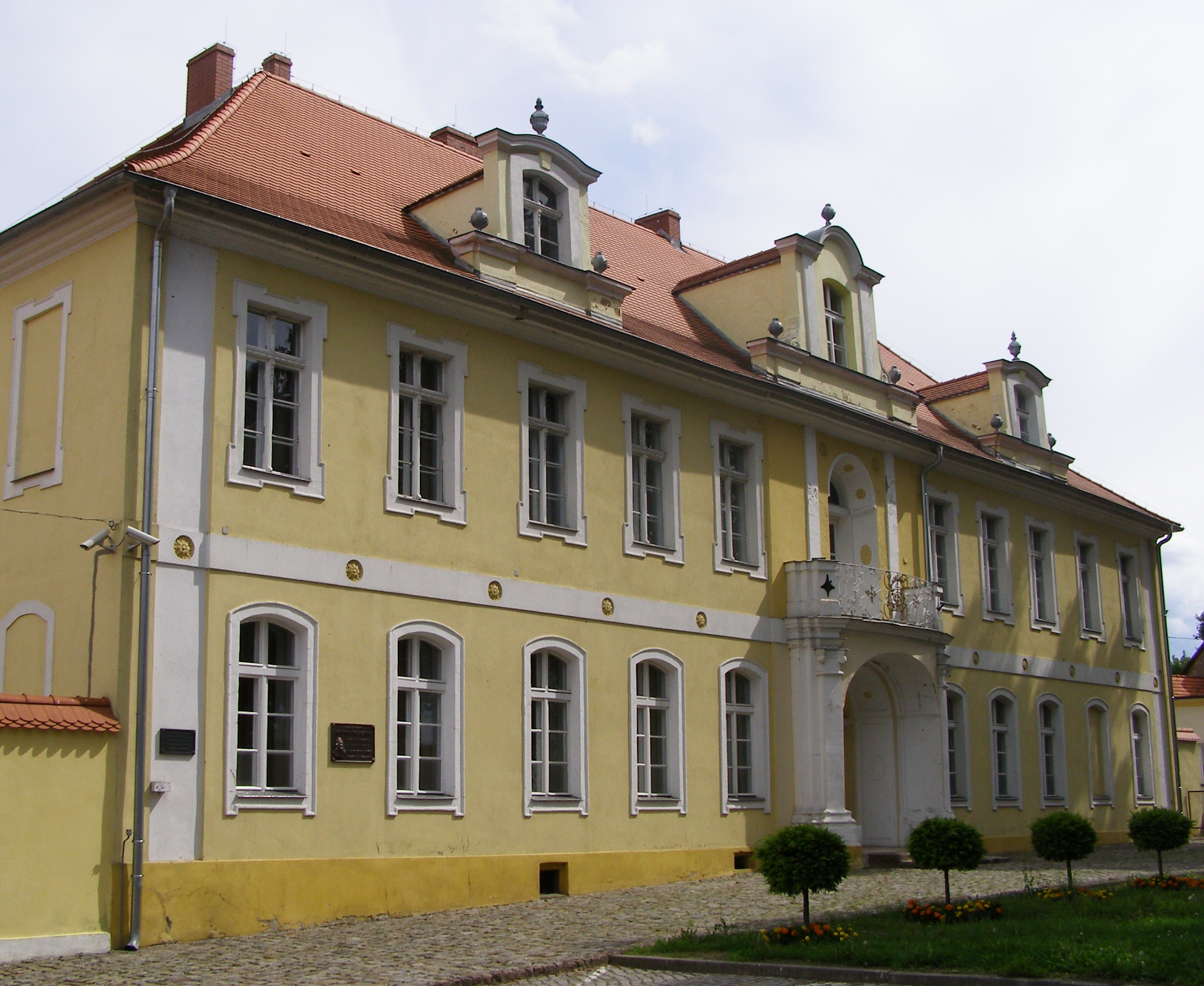
Szkoła Podstawowa nr 2
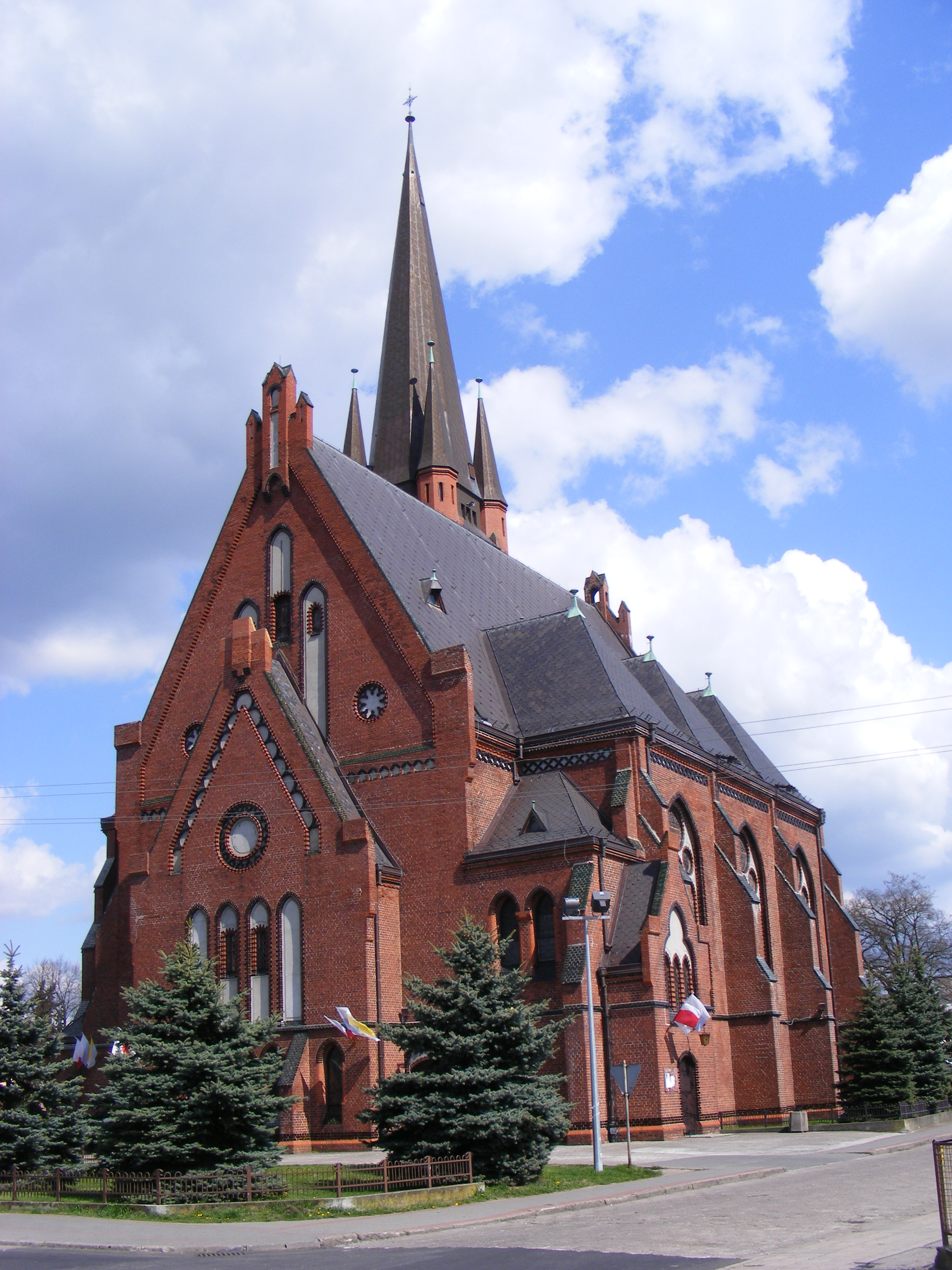
Kościół pw. Przemienienia Pańskiego
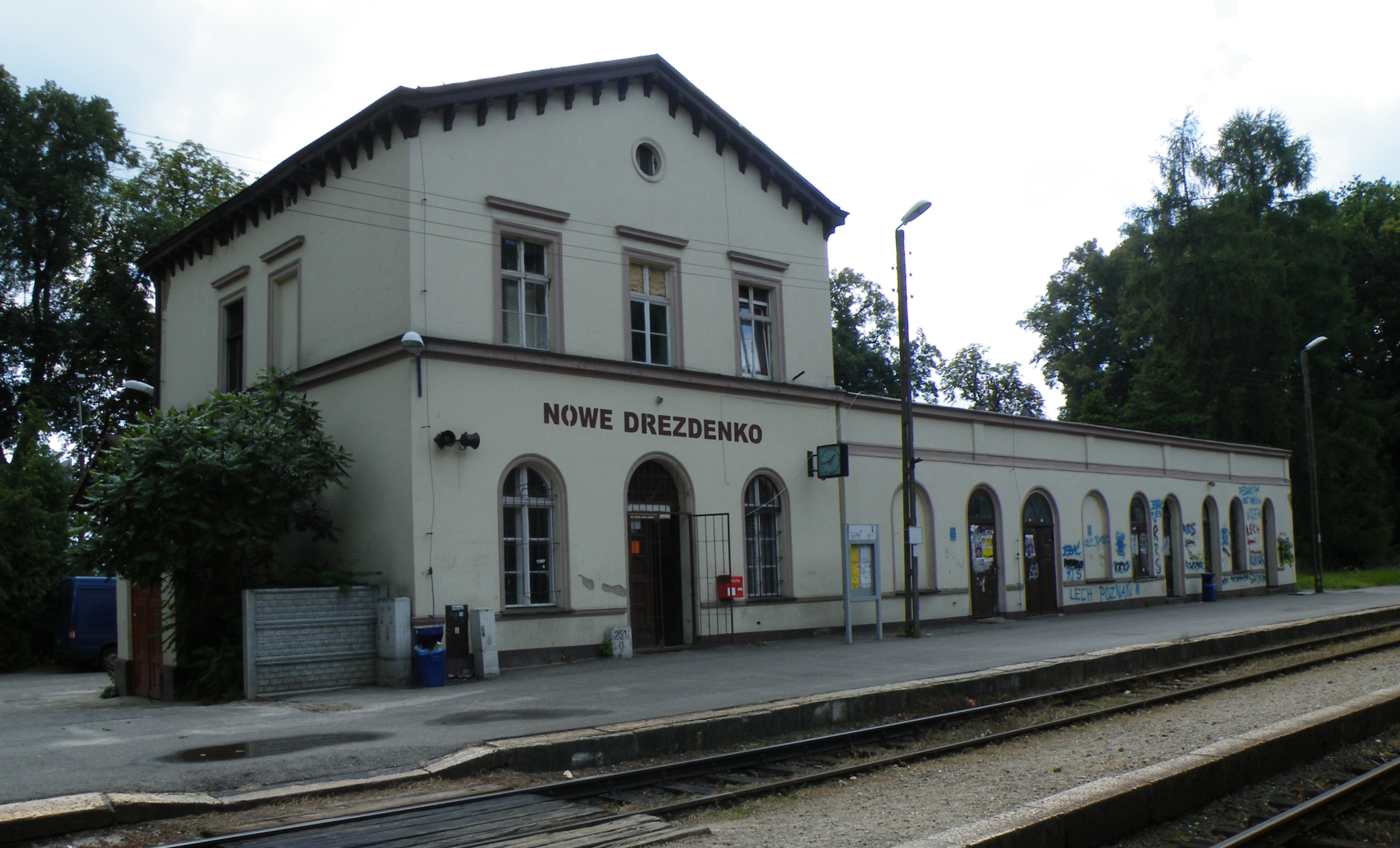
Nowe Drezdenko (stacja kolejowa)

## Edukacja
- Publiczne Przedszkole
- Przedszkole im. bł. Edmunda Bojanowskiego
- Szkoła Podstawowa nr 1 im. Janusza Korczaka
- Szkoła Podstawowa nr 2 im. Józefa Nojiego
- Szkoła Podstawowa nr 3 im. Henryka Sienkiewicza
- Zespół Szkół w Drezdenku[40]

## Współpraca międzynarodowa
Miasta partnerskie:
- Wörth
- Winsen[41]

## Wspólnoty wyznaniowe

### Kościół rzymskokatolicki
- Parafia Najświętszego Serca Pana Jezusa w Drezdenku
- Parafia Przemienienia Pańskiego w Drezdenku (Kościół Przemienienia Pańskiego w Drezdenku)

### Świadkowie Jehowy
- zbór Drezdenko (Sala Królestwa)[42]

## Urodzeni w Drezdenku
- Adam Krieger – niemiecki kompozytor i poeta,
- Karl Ludwig Hencke – niemiecki astronom amator, odkrywca planetoid,
- Karl Ludwig Kahlbaum – niemiecki lekarz psychiatra,
- Andrzej Strugarek – polski piłkarz, trener,
- Jacek Braciak – polski aktor,
- Karol Francuzik – polski krytyk literacki, redaktor, korektor,
- Maciej Zdziarski – polski dziennikarz i działacz społeczny,
- Natalia Kaczmarek – mistrzyni olimpijska w sztafecie mieszanej 4 × 400 metrów,
- Mateusz Bartkowiak – polski żużlowiec.